# آکس (کشتی‌گیر)
آکس (انگلیسی: Ax؛ زادهٔ ۲۷ دسامبر ۱۹۴۷) کشتی‌گیر کشتی حرفه‌ای اهل ایالات متحده آمریکا است.